# Rex Everhart
Rex Everhart (ur. 13 czerwca 1920 w Watsece, zm. 13 marca 2000 w Branford) – amerykański aktor filmowy, głosowy, teatralny i telewizyjny. Ukończył New York University.

## Wybrana Filmografia
- 1961: The Defenders jako Vince Fargo
- 1980: Piątek Trzynastego jako Enos, kierowca ciężarówki
- 1980: Gnomes
- 1981: Piątek Trzynastego II jako Enos, Kierowca ciężarówki
- 1991: Piękna i Bestia jako Maurycy (głos)
- 1992: Lincoln

## Nagrody
- 1978: Tony Award dla najlepszego aktora

## Życie Prywatne
W 1960 poślubił Claire Richard z którą miał jedno dziecko